# Yutaka Aoyama
Yutaka Aoyama (青山 穣 Aoyama Yutaka?) es un seiyu japonés de la Prefectura de Aichi.

## Filmografía
| Anime                                                           | Anime                                                       | Anime                                                            | Anime                        |
| Año                                                             | Título                                                      | Papel                                                            | Notas                        |
| --------------------------------------------------------------- | ----------------------------------------------------------- | ---------------------------------------------------------------- | ---------------------------- |
| 2002                                                            | Haibane Renmei                                              | Dueño de Clockhouse                                              |                              |
| 2003                                                            | L/R: Licensed by Royal                                      | DJ Billy                                                         |                              |
| 2003                                                            | Peacemaker                                                  | Kanmi Furuba                                                     |                              |
| 2004                                                            | Yakitate!! Japan                                            | Sombra                                                           |                              |
| 2004                                                            | Bleach                                                      | Yasochika Iemura, Fishbone D, Reiichi Oshima                     |                              |
| 2006                                                            | Glass Fleet                                                 | Conrad                                                           |                              |
| 2007                                                            | Darker than Black                                           | Itzhak                                                           | Eps. 13, 14                  |
| 2007                                                            | Gintama                                                     | Okada Nizou                                                      |                              |
| 2007                                                            | Tokyo Majin Gakuen Kenpuchō: Tō                             | Yan                                                              |                              |
| 2007                                                            | Naruto: Shippūden                                           | Sasori (Hiruko)                                                  |                              |
| 2008                                                            | Yu-Gi-Oh! 5D's                                              | Malcolm                                                          | Eps. 86-92                   |
| 2010                                                            | Fairy Tail                                                  | Jura, Klodoa                                                     |                              |
| 2012                                                            | Uchū Kyōdai                                                 | Shigeo Nasuda                                                    |                              |
| 2013                                                            | Strike the Blood                                            | Kensei Kanase                                                    |                              |
| 2013                                                            | Log Horizon                                                 | Malves Garitier                                                  |                              |
| 2014                                                            | Saikin, Imōto no Yōsu ga Chotto Okaishiinda ga.             | Tetsuya Kōzaki                                                   |                              |
| 2014                                                            | Shirobako                                                   | Toshiyasu Kawano                                                 |                              |
| 2015                                                            | Fairy Tail                                                  | Franmalth                                                        |                              |
| 2015                                                            | Mobile Suit Gundam: Iron-Blooded Orphans                    | Todo Milkonen                                                    |                              |
| 2016                                                            | D.Gray-man Hallow                                           | El Conde del Milenio                                             |                              |
| 2016                                                            | To Be Hero                                                  | Yamada                                                           |                              |
| 2016                                                            | Drifters                                                    | Aníbal Barca                                                     |                              |
| 2017                                                            | Kyōkai no Rinne 3                                           | Raise Ikuzou                                                     | Ep 51.                       |
| Live-Action                                                     |                                                             |                                                                  |                              |
| Año                                                             | Título                                                      | Papel                                                            | Papel                        |
| 2011                                                            | Godzilla Island                                             | Narrador, Dogora                                                 | Narrador, Dogora             |
| Cine                                                            |                                                             |                                                                  |                              |
| Año                                                             | Título                                                      | Papel                                                            | Papel                        |
| 1979                                                            | Mobile Suit Gundam Trilogia de Peliculas (Edición Especial) | Cozun                                                            | Cozun                        |
| 2000                                                            | Space Travelers                                             | Dragón                                                           | Dragón                       |
| 2010                                                            | Loups=Garous                                                | Riichiro Ishida                                                  | Riichiro Ishida              |
| OVA                                                             |                                                             |                                                                  |                              |
| Año                                                             | Título                                                      | Papel                                                            | Papel                        |
| 2004                                                            | Tenbatsu! Angel Rabbie                                      | Mayor                                                            | Mayor                        |
| 2006                                                            | Sky Girls                                                   | Shima                                                            | Shima                        |
| ONA                                                             |                                                             |                                                                  |                              |
| Año                                                             | Título                                                      | Papel                                                            | Papel                        |
| 2011                                                            | Copihan                                                     | Yuzuki Tsugayama                                                 | Yuzuki Tsugayama             |
| Videojuegos                                                     |                                                             |                                                                  |                              |
| Año                                                             | Título                                                      | Papel                                                            | Papel                        |
| 2012                                                            | Rogue Galaxy                                                | Jupis Tooki McGanel                                              | Jupis Tooki McGanel          |
| 2015                                                            | Wild Arms 5                                                 | Kartikeya                                                        | Kartikeya                    |
| 2016                                                            | Killzone 2                                                  | Mael Radec                                                       | Mael Radec                   |
| Tokusatsu                                                       |                                                             |                                                                  |                              |
| Año                                                             | Título                                                      | Papel                                                            | Papel                        |
| 1996                                                            | B-Fighter Kabuto                                            | Beezack                                                          | Beezack                      |
| 1997                                                            | Denji Sentai Megaranger                                     | Cóndor Nejiler                                                   | Cóndor Nejiler               |
| 1999                                                            | Kyuukyuu Sentai GoGo-V                                      | Tornado Psyma Beast Tornades                                     | Tornado Psyma Beast Tornades |
| 2000                                                            | Mirai Sentai Timeranger                                     | Agente Corrompido Arnold-K                                       | Agente Corrompido Arnold-K   |
| Doblaje                                                         |                                                             |                                                                  |                              |
| Título                                                          | Título                                                      | Papel                                                            | Actor Original               |
| Barton Fink                                                     | Barton Fink                                                 | Chet                                                             | Steve Buscemi                |
| Con Air                                                         | Con Air                                                     | Garland Greene                                                   | Steve Buscemi                |
| Armageddon                                                      | Armageddon                                                  | "Rockhound"                                                      | Steve Buscemi                |
| La zona gris                                                    | La zona gris                                                | "Hesch" Abramowics                                               | Steve Buscemi                |
| Mr. Deeds                                                       | Mr. Deeds                                                   | Crazy Eyes                                                       | Steve Buscemi                |
| Big Fish                                                        | Big Fish                                                    | Norther Winslow                                                  | Steve Buscemi                |
| I Now Pronounce You Chuck & Larry                               | I Now Pronounce You Chuck & Larry                           | Clinton Fitzer                                                   | Steve Buscemi                |
| A Beautiful Mind                                                | A Beautiful Mind                                            | Martin Hansen                                                    | Josh Lucas                   |
| Better Call Saul                                                | Better Call Saul                                            | Ignachio "Nacho" Varga                                           | Michael Mando                |
| Los ángeles de Charlie (Edición de TV Asahi de 2003)            | Los ángeles de Charlie (Edición de TV Asahi de 2003)        | Thin Man                                                         | Crispin Glover               |
| Los ángeles de Charlie: Al límite (Edición de TV Asahi de 2006) |                                                             | Thin Man                                                         | Crispin Glover               |
| Dark Blood                                                      | Dark Blood                                                  | Harry                                                            | Jonathan Pryce               |
| The Dark Knight Rises                                           | The Dark Knight Rises                                       | Phillip Stryver                                                  | Burn Gorman                  |
| Plan de escape                                                  | Plan de escape                                              | Willard Hobbes                                                   | Jim Caviezel                 |
| Gamer                                                           | Gamer                                                       | Freek                                                            | John Leguizamo               |
| El padrino (Ediciones de Blu-ray y DVD de 2008),                | El padrino (Ediciones de Blu-ray y DVD de 2008),            | Moe Greene                                                       | Alex Rocco                   |
| Héroes                                                          | Héroes                                                      | Nathan Petrelli                                                  | Adrian Pasdar                |
| Hot Tub Time Machine                                            | Hot Tub Time Machine                                        | Lou Dorchen                                                      | Rob Corddry                  |
| El pequeño vampiro                                              | El pequeño vampiro                                          | Capitán                                                          |                              |
| The Nanny Diaries                                               | The Nanny Diaries                                           | Mr. Stan X                                                       | Paul Giamatti                |
| Nip/Tuck,                                                       | Nip/Tuck,                                                   | Sean McNamara                                                    | Dylan Walsh                  |
| Misión: Imposible II                                            | Misión: Imposible II                                        | Hugh Stamp                                                       | Richard Roxburgh             |
| Revolutionary Road                                              | Revolutionary Road                                          | John Givings, Jr.                                                | Michael Shannon              |
| There's Something About Mary                                    | There's Something About Mary                                | Dom                                                              | Chris Elliott                |
| True Detective                                                  | True Detective                                              | Frank Semyon                                                     | Vince Vaughn                 |
| Dos perros tontos                                               | Dos perros tontos                                           | The Little Dog                                                   |                              |
| Batman: The Brave and the Bold                                  | Batman: The Brave and the Bold                              | Criaturas Man-Bat                                                |                              |
| Cars 2                                                          | Cars 2                                                      | Professor Zündapp                                                |                              |
| Dora, la exploradora                                            | Dora, la exploradora                                        | Captain Pig, Song the Gate, Snowman, Boots the Father, Shellfish |                              |
| Hércules                                                        | Hércules                                                    | Hades                                                            |                              |
| Home on the Range                                               | Home on the Range                                           | Wesley                                                           |                              |
| Meet the Robinsons                                              | Meet the Robinsons                                          | Spike y Dimitri                                                  |                              |
| Monsters, Inc.                                                  | Monsters, Inc.                                              | Randall Boggs                                                    |                              |
| Monsters vs Aliens                                              | Monsters vs Aliens                                          | Galaxar                                                          |                              |
| Ardilla Miedosa                                                 | Ardilla Miedosa                                             | Dave                                                             |                              |
| Spider-Man                                                      | Spider-Man                                                  | Eddie Brock/Venom                                                |                              |
| Superman: la serie animada                                      | Superman: la serie animada                                  | Jax-Ur                                                           |                              |
| The Wild                                                        | The Wild                                                    | Rally                                                            |                              |
| Wreck-It Ralph                                                  | Wreck-It Ralph                                              | Sour Bill                                                        |                              |